# Jakob Michael
Jakob Michael (* 28. Februar 1894 in Frankfurt am Main; † 7. September 1979 in New York City) war ein deutsch-amerikanischer Unternehmer und Philanthrop.

## Familie
Er stammte aus einer jüdischen Familie. Der Vater war der Kaufmann Karl (Elieser) Michael. Die Mutter war Berta (geb. Kohn). Er selbst heiratete 1924 Erna Sondheimer. Aus der Ehe gingen zwei Söhne und eine Tochter hervor. Der Sohn Ernest Arthur war Mathematikprofessor an der University of Washington in Seattle.

## Unternehmer
Nach dem Besuch der Realschule und einer kaufmännischen Lehre in einer Metallhandelsfirma handelte er in Paris mit Radium und Uran. Er gründete dazu zusammen mit seinem Vater ein Metallhandelsunternehmen. Michael diente im Ersten Weltkrieg als Soldat, wurde aber 1916 vom Kriegsdienst freigestellt. Er gründete mit einem Teilhaber die Firma Starck, Michael & Co. Diese kaufte alte Abraumhalden im Erzgebirge und gewann aus den Resten Wolfram für die Rüstungsindustrie. Das Unternehmen machte beträchtliche Gewinne. Neben dem Metallhandel betrieb er auch Großhandel mit chemischen Produkten.
Nach dem Ende des Krieges gelang es ihm durch geschickte Investitionen und durch Ausnutzung des Währungsverfalls infolge der sich verstärkenden Inflation ein beträchtliches Vermögen aufzubauen. Er nutzte dieses, um zahlreiche Unternehmensbeteiligungen insbesondere im Bereich der Chemieindustrie zu erwerben. Im Zusammenhang mit der Währungsstabilisierung 1923 verkaufte er einen Großteil seines Aktienbesitzes. In der folgenden von Geldknappheit geprägten Zeit hat er sein Kapital ausgesprochen profitabel platziert und konnte sein Geld zu hohen Zinsen verleihen.
Im Jahr 1924 fasste er seine Beteiligungen in einer Holding J. Michael AG für chemische und metallurgische Industrie mit Sitz in Berlin zusammen. Über diese übte er die Kontrolle über Firmen der Chemie- und Metallindustrie, Fahrzeug- und Motorenbauunternehmen, Wasserwerke und Brückenbaubetriebe aus. Kern seiner Geschäftstätigkeit war die Industrie- und Privatbank AG. Über diese tätigte Michael auch Finanzierungs-, Versicherungs- und Immobiliengeschäfte.
Insbesondere in Berlin kaufte er zahlreiche Grundstücke und Geschäftsimmobilien. Für ihre Verwaltung gründete er die Terra AG für Grundbesitz. Durch seine Beteiligung übte er auch bedeutenden Einfluss auf einige Bankinstitute in Deutschland und Österreich aus. Eine 1924 gegründete Textil-Kredit AG spezialisierte sich auf Kredite für die Textilindustrie. Über die AG für Beteiligung an Versicherungsunternehmen übte er starken Einfluss auf mehrere Versicherungsunternehmen, darunter die Iduna-Versicherung aus. Auch war er an verschiedenen Eisenbahn- und Straßenbahngesellschaften beteiligt. Seit 1926 stieg er über den Erwerb mehrerer Firmen auch in das Kaufhausgeschäft ein. Sein Vermögen wurde 1925 auf 150 Millionen Mark geschätzt. Neben Hugo Stinnes, Otto Wolff und Hugo J. Herzfeld war Michael einer der erfolgreichsten Unternehmer, die es verstanden hatten, die Kriegskonjunktur und die krisenhafte Nachkriegsentwicklung zu nutzen. 1925, als reichster Mann Deutschlands in den Barmat-Kutisker-Skandal verwickelt, kam er der staatsanwaltschaftlichen Aufforderung, aus der Schweiz nach Berlin zurückzukehren, nicht nach.
Seit 1931 oder 1932 lebte er in den Niederlanden, ehe er 1939 in die Vereinigten Staaten emigrierte. Dort gründete er die New Jersey Industries Inc. und beteiligte sich an verschiedenen Firmen. Teile seiner Immobilien wurden während der nationalsozialistischen Herrschaft unter Zwangsverwaltung gestellt und einige seiner Warenhäuser arisiert. Er selbst wurde ausgebürgert und 1938 sein Vermögen als dem Reich verfallen erklärt. Zuvor hatte er jedoch die Emil Köster AG gegründet. Den Behörden im nationalsozialistischen Deutschland war nicht klar, dass dieses anscheinend amerikanisch dominierte Unternehmen mehrheitlich im Besitz von Jakob Michael war. Auf diese Weise konnte er einen Großteil seiner Beteiligungen und die Defaka Warenhäuser vor einer Enteignung bewahren. Seine Warenhäuser in Deutschland verkaufte er 1954 an Helmut Horten für 60 Millionen DM, nachdem Friedrich Flick den Erwerb abgelehnt hatte. Die Erben bemühten sich später um die Rückgabe der arisierten Grundstücke und Immobilien.

## Philanthrop
Bereits im Jahr 1926 finanzierte er den Umbau des Renaissance-Theaters in Berlin. Michael gehörte zahlreichen jüdischen Organisationen an. Ein beträchtlichen Teil seines Vermögens stiftete er für wissenschaftliche und kulturelle Einrichtungen. So stiftete er ein Institut für Atomwissenschaft am Weizmann Institute, ein College für Hebräische Studien an der Yeshiva University und ein Institut des Albert Einstein College of Medicine in New York. In Israel finanzierte er ein Kinderheim und eine Schule.
Er war ein Sammler alter jüdischer Zeremoniegegenstände und jüdischer Musik. Eine Sammlung von 25.000 Beispielen jüdischer Musik schenkte er der Hebräischen Universität Jerusalem. Eine beträchtliche Sammlung von religiösen Büchern und Gegenständen inklusive einer abgebauten Synagoge aus Vittorio Veneto ging an das Israel-Museum.